# N-ニトロソノルニコチン

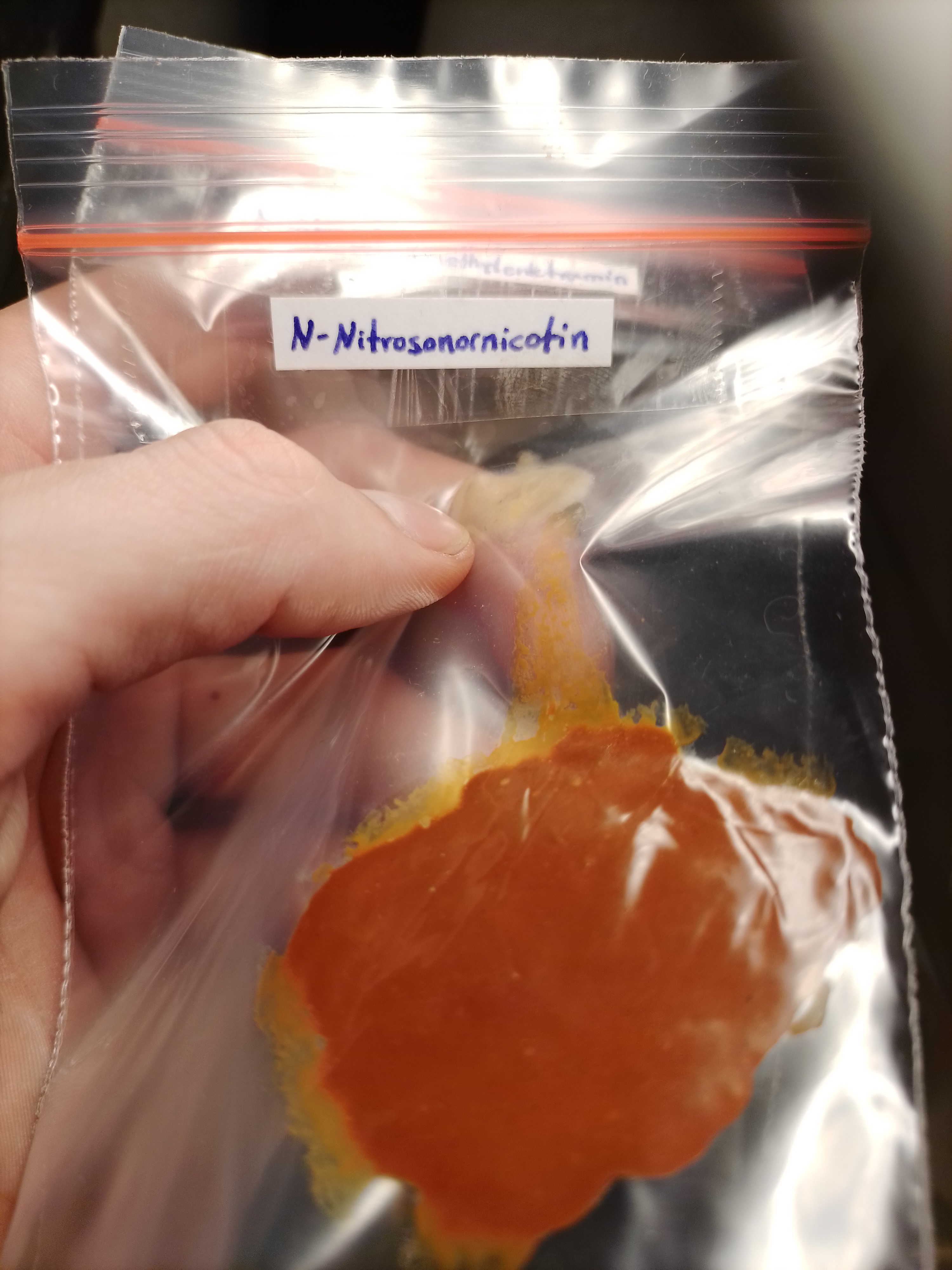
N-ニトロソノルニコチン (N-Nitrosonornicotine)

N-ニトロソノルニコチン（N-Nitrosonornicotine、略称: NNN）、タバコに含まれるニトロソアミンの一つで、国際がん研究機関 (IARC) によってGroup 1発癌性物質に分類されている。NNNに対する曝露とヒトのがんとの間の関係の十分な研究は報告されていないが、NNNが実験動物においてがんを引き起こす十分な証拠は存在する。
NNNは、噛みタバコや嗅ぎタバコのような無煙たばこや紙巻きたばこ、葉巻きたばこを含む様々なタバコ製品に含まれている。NNNは葉巻や紙巻タバコの煙中や、噛みタバコを噛んだ人の唾液中、経口嗅ぎタバコ使用者の唾液中に含まれている。NNNはタバコのキュアリングやエイジング、加工、発煙の間に起こるノルニコチンのニトロソ化によって産生する。およそ半分のNNNが未燃のタバコ由来であるが、残りは燃える間に生成する。
喫煙者の唾液中に存在するNNNの一部は、唾液中のニトリルとニコチンを含むタバコアルカロイドから内因的に産生する。